# درجة ACR
درجة ACR هي مقياس لقياس التغير في أعراض التهاب المفاصل الروماتويدي.[بحاجة لمصدر] تم تسميتها باسم الكلية الأمريكية لأمراض الروماتيزم. وغالبًا ما تستخدم درجة ACR في التجارب السريرية من علاقات الطبيب المريض، لأنها تسمح «معيار مشترك» بين الباحثين.
ويشار إلى درجات مختلفة من التحسينات باسم ACR20، ACR50، ACR70. تم اقتراح ACR20 مبدئيًا باستخدام تقييم ACR، حيث تم قياس 20٪ من التحسن على مقياس 28 فترة. تم اقتراح ACR50 و ACR70 فيما بعد، بما يعادل 50 ٪ و 70 ٪ من التحسينات.
يعتمد مقياس شدة المفاصل الروماتويدي (RASS) على أقسام نظام تسجيل ACR.
وقد تم تطوير معايير تصنيف التهاب المفاصل الروماتويدي ACR / EULAR 2010، والتي تشمل اختبار مضاد لـ CCP، للتركيز على المرض المبكر، وعلى السمات المرتبطة بالمرض الدائم أو التآكلي.